# Supercopa Femenina de Costa Rica 2021
La Supercopa Femenina de Costa Rica 2021 fue la primera edición de la Supercopa de Costa Rica. El encuentro fue disputado entre el vencedor del Torneo de Apertura 2021 y el vencedor del Torneo de Clausura 2021, pero al ser Alajuelense el vencedor en ambos lo disputó ante Saprissa quien accedió como el mejor subcampeón según el rendimiento en la tabla acumulada, el encuentro se disputó en el Estadio Ricardo Saprissa de San Juan de Tibás.

## Participantes
| Equipo         | Vía de clasificación                                       |
| -------------- | ---------------------------------------------------------- |
| Alajuelense FF | Campeón del Torneo de Apertura y Torneo de Clausura (2021) |
| Saprissa FF    | Mejor Subcampeón (2021)                                    |

## Desarrollo

### Sede
El Estadio Ricardo Saprissa fue sede en la edición I. Inicialmente se pretendía utilizar el Estadio Nacional, pero al estar apartado para el 25 de noviembre UNIFFUT decidió rifar la sede entre los clubes involucrados, por un momento existió la incertidumbre de no realizarlo con público, pero a última hora se rectificó que se habilitaría un 25% de la capacidad.

## Final
| ; 25 de noviembre del 2021 | Saprissa FF         | 1:5 (0:2) | Alajuelense FF                                               | Estadio Ricardo Saprissa, Tibás, San José |                           |
| 19:00 UTC-6                | - Yomira Pinzón 87' | Reporte   | - María Paula Salas 14' 25' 47' 53' - Viviana Chinchilla 49' | Árbitro(s): Milena Zamora                 | Árbitro(s): Milena Zamora |

|                        |
| Campeón Alajuelense FF |
| 1.er título            |